# Episinus salobrensis
Episinus salobrensis là một loài nhện trong họ Theridiidae.
Loài này thuộc chi Episinus. Episinus salobrensis được Eugène Simon miêu tả năm 1895.